# Holloway (Minnesota)
Holloway è un comune degli Stati Uniti d'America, situato nello Stato del Minnesota, nella Contea di Swift.